# Урутян, Вардан Эдикович
Вардан Эдикович Урутян (арм. Վարդան Էդիկի Ուռուտյան; род. 1 ноября 1977, Маралик, Анийский район) — армянский экономист и управленец, ректор Национального аграрного университета Армении (2018—н. в.)

## Биография
Родился в 1977 году в городе Маралик, Анийский район, Армянская ССР. В 1994 году окончил среднюю школу № 1 там же с золотой медалью.
В 1994—1999 годах обучался на факультете общей экономики Ереванского института народного хозяйства (ныне Армянский государственный экономический университет), окончил с отличием, получил специальность «мировая экономика».
В 1999—2002 года обучался в аспирантуре кафедры теории экономики там же. В 2002 году защитил диссертацию «Агропродовольственная система и основные направления государственного регулирования её развития в переходный период (на примере РА)» и получил учёную степень кандидата экономических наук.
С 2000 года преподаёт и занимается научными исследованиями в Центре обучения агробизнесу, созданном Национальным аграрным университетом Армении (НАУА), Министерством сельского хозяйства США и Техасским университетом A&M. В 2005—2007 годах являлся заместителем директора центра, с 2007 года является директором центра. Преподает на английском языке дисциплины «Сельскохозяйственные кооперативы», «Финансовый анализ» и «Финансовый менеджмент».
В 2007 году получил учёное звание доцент. С 2010 года является доцентом кафедры экономики сельского хозяйства Техасского университета A&M. С 2018 года является ректором НАУА.
Владеет английским, армянским и русским языками. Беспартийный. Состоит в браке, имеет трёх сыновей.
Является автором 37 научно-методических работ.

## Награды
- Золотая медаль Государственного аграрного университета Армении (2011)[1].
- Благодарственная грамотая министра сельского хозяйства Армении (2013)[1].
- Золотая медаль Национального аграрного университета Армении (2015)[1].